# CONIFA Európa-bajnokság
A CONIFA Európa-bajnokság a CONIFA szervezésében olyan FIFA-hoz nem kapcsolódó államok, kisebbségek, hontalan népek és régiók nemzetközi labdarúgótornája, amelyet kétévente rendeznek meg. Először 2015-ben rendezték meg, Debrecenben.

## Történelem

### Magyarország 2015
2014 júniusában a CONIFA bejelentette a CONIFA Európa-bajnokság megszervezését. 3 labdarúgó-szövetség jelentkezett be a torna megrendezésére: Abházia, Ellan Vannin és Hegyi-Karabah. Augusztus 6-án jelentették be Ellan Vannint házigazdának. 2015 márciusában, a verseny sorsolásákor logisztikai okok miatt Székelyföldet hirdették meg helyettes házigazdának, a tornát Magyarországon rendezték meg.

### Észak-Ciprus 2017
2017 januárjában a CONIFA bejelentette, hogy a 2017-es tornát Észak-Ciprusban rendezik meg. A tornán 8 csapat volt, 2-vel több, mint 2015-ben.

### Hegyi-Karabah Köztársaság 2019
2019 augusztusában a CONIFA bejelentette, hogy a 2019-es tornát a Hegyi-Karabah Köztársaságban rendezik meg és 12 csapatos lesz, 4-gyel több, mint 2017-ben. Végül 8 csapatos lett a torna, miután 4 csapat visszalépett.

### Nizza 2021
2021 januárjában a CONIFA bejelentette, hogy a 2021-es tornát Nizzában rendezik meg és 12 csapatos lesz, 4-gyel több, mint 2017-ben és 2019-ben. A Covid-19 pandémia miatt elhalasztották 2022-re. 2022. április 26-án Nizza visszalépett a CONIFA Európa-bajnokság megrendezésétől, így a nizzai Európa-bajnokság nem került megrendezésre.

### Észak-Ciprus 2023
2022 szeptemberében a CONIFA bejelentette, hogy a 2023-as tornát Észak-Ciprusban rendezik meg.

## Eredmények
| Év   | Házigazda                 | Aranyérmes                | Ezüstérmes                | Bronzérmes                | Negyedik hely             | Csapatok száma |
| ---- | ------------------------- | ------------------------- | ------------------------- | ------------------------- | ------------------------- | -------------- |
| 2015 | Debrecen                  | Padánia                   | Nizza                     | Ellan Vannin              | Felvidék                  | 6              |
| 2017 | Észak-Ciprus              | Padánia                   | Észak-Ciprus              | Székelyföld               | Abházia                   | 8              |
| 2019 | Hegyi-Karabah Köztársaság | Dél-Oszétia               | Nyugat-Örményország       | Abházia                   | Chameria                  | 8              |
| 2022 | Nizza                     | Nem került megrendezésre. | Nem került megrendezésre. | Nem került megrendezésre. | Nem került megrendezésre. | 12             |
| 2023 | Észak-Ciprus              |                           |                           |                           |                           | 12             |

## Fordítás
- Ez a szócikk részben vagy egészben  a   CONIFA European Football Cup című a Wikipédia-szócikk ezen változatának fordításán alapul.  Az eredeti cikk szerkesztőit annak laptörténete sorolja fel. Ez a jelzés csupán a megfogalmazás eredetét és a szerzői jogokat jelzi, nem szolgál a cikkben szereplő információk forrásmegjelöléseként.